# Асеевка (платформа)
Асе́евка (бел. Асе́еўка) — остановочный пункт электропоездов (в том числе электропоездов Минских городских линий) в Минском районе (Минская область, Беларусь).
Расположен в 16 км от Минска (станции Минск-Пассажирский) между остановочным пунктом Мачулищи и путевым постом Асеевка (юго-восточное направление железнодорожной линии). 
Примерное время в пути со всеми остановками от ст. Минск-Пассажирский — 26 мин.; от ст. Осиповичи I — 1 ч. 38 мин.
Остановочный пункт расположен в непосредственной близости от деревни Осеевка. Кроме того, вблизи остановочного пункта расположены несколько садоводческих товариществ, посёлок Гатово и довольно крупная промышленная зона (в том числе Минское производственное кожевенное объединение). 